# Джеваншир, Джафаркули-ага
Джафар-Кули-Ага Джеваншир (азерб. Cəfərqulu xan Məhəmmədhəsən ağa oğlu Sarıcalı-Cavanşir; 1787 — 1866) — генерал-майор Русской императорской армии, азербайджанский поэт, общественный деятель.

## Биография
Джафар Кули Ага родился в 1787 году в Шуше. Старший сын наследника Карабахского хана Ибрагим Халил-хана, генерал-майора русской армии Мамед-Гасан-Аги Джеваншира. После смерти отца в ноябре 1805 года «был признан Русским Правительством в качестве законного наследника Карабахского Ханства» и получил золотую медаль с надписью «Наследник Карабаха».
Тем не менее, после убийства подполковником Лисаневичем в июне 1806 года Ибрагим Халил-хана, высочайшим приказом «по политическим мотивам» ханом Карабаха был назначен дядя Джафар Кули Аги, генерал-майор Мехти Кули Хан.
Джафар Кули Ага особо отличился во время русско-иранской войны 1804-1813 гг., когда командуя карабахской конницей дважды разбил иранцев под Ордубадом и Кафаном в 1806 году. 2 января 1807 года высочайшим приказом был произведён прямо в полковники.
20 февраля 1820 года полковник Джафар Кули Ага был награждён золотым оружием, «алмазами и каменьями украшенным», с надписью «За храбрость».
Мехти Кули Хан вёл против него борьбу, однако, в результате вынужден был бежать в Иран. Карабахское ханство было упразднено и стало российской провинцией. После упразднения ханства, в начале 1823 года Джафар Кули Ага по «политическим мотивам» был сослан в Симбирск. 
Высочайшим приказом от 28 августа 1825 года ему было разрешено жительство в Санкт-Петербурге.
6 августа 1829 года получил разрешение вернуться на родину. Проживал в Шуше. Ему было возвращено имущество и все имения.
18 октября 1848 года Джафар Кули Ага был награжден орденом Св. Анны 2-й степени.
Высочайшим приказом от 6 декабря 1850 года «в награду за отлично усердную службу и преданность правительству» был произведен в чин генерал-майора по армейской кавалерии.
16 февраля 1859 года был награжден орденом Св. Владимира 3-й степени, а 18 мая 1861 года орденом Св. Станислава 1-й степени.
Джафар Кули Ага писал стихи под псевдонимом «Нава».
Генерал-майор Джафар Кули Ага скончался в 1866 году. Похоронен на родовом кладбище в Шуше.

## Семья
Был женат на Аджаибнисе-ханым Туни-бек кызы и Етар-ханым Гусеингулу-бек кызы. От этих браков у Джафар Кули Аги  были сыновья Абдуллапаша-ага, Керим-ага и Хидает-ага.